# Mount Rucker
Mount Rucker (synonym: Mount Rücker) ist ein 3816 m hoher Berg im ostantarktischen Viktorialand. Er ragt südlich des Johns Hopkins Ridge in der Royal Society Range auf. 
Teilnehmer der Discovery-Expedition (1901–1904) unter der Leitung des britischen Polarforschers Robert Falcon Scott entdeckten ihn. Scott benannte den Berg nach dem Physiker Arthur William Rucker (1848–1915), dem Ehrensekretär der Royal Society.